# استعراقية

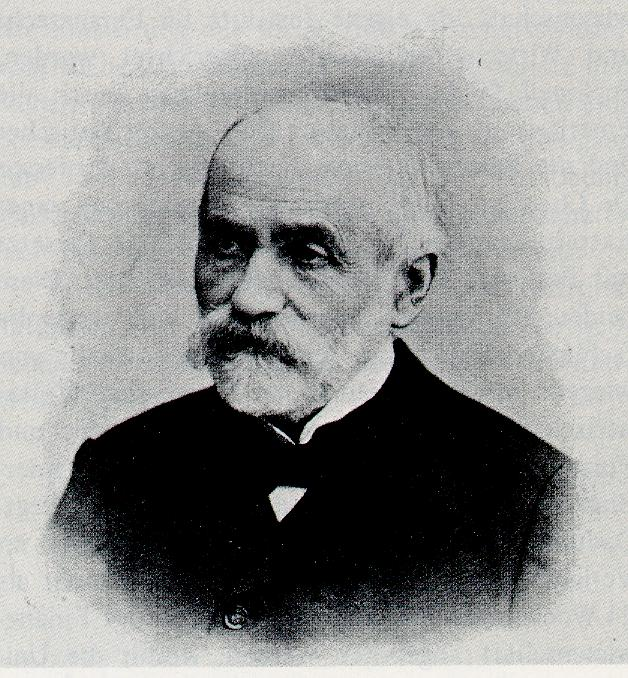

الاستعلاء العرقي أو التمركز الإثني أو المركزية العرقية أو الاستِعراقية هو اعتقاد إنسان بأن أمته أو الجنس الذي ينتمي إليه الأحسن والأكثر اتساقًا مع الطبيعة. يشير إلى الاعتقاد بأن جماعة الفرد هي الأفضل بين كل الجماعات، وأن الحكم على الآخرين على أساس أن جماعة الفرد هي مرجع هذا الحكم إيماناً بالقيمة الفريدة والصواب التام للجماعة التي ينتمي إليها والترفع عن الجماعات الأخرى إلى حد اعتبارها نوع من غير نوع جماعته، ولا شك أن هذا التمركز العرقي يعد عاملاً هاماً في نشأة الصراعات العرقية والتعصبية والتي قد تصل في أحيان كثيرة إلى حد المذابح والإبادة والتمرد والثورة والإرهاب والحروب.
أدخل وليم جراهام سمنر، عالِم الاجتماع الأمريكي هذا المصطلح عام 1906م. عرّفه على أنه النظر إلى جماعة ما على أنها مركز كل شيء، وجميع الآخرين يوزنون ويرتبون بعدهم. ونتيجة لاتساع نطاق ثقافة ما فإن الناس أصبحوا يرون طرق مجتمعهم باعتبارها الطرق السليمة للتفكير والشعور والعمل ولهذا السبب فإن الاستعلاء العرقي قد لا يمكن تجنبه. إنه يعطي الناس شعورًا بالانتماء والكبرياء والرغبة في التضحية من أجل خير الجماعة ولكنه يصبح ضارًا إذا بلغ حدّ التطرف. كما أنه قد يسبِّب التحيُّز والتعصب ورفض الآراء الآتية من الثقافات الأخرى بل واضطهاد الجماعات الأخرى. والتعرض للثقافات الأخرى يكسب المرء فهمًا ومرونة قد تقلل مثل ردود الفعل هذه ولكن لا يمكن التغلب عليها كلية أبدًا. إن الهوى الأيديولوجي وهوَسْ التمركز الإثني العرقي والخيال الشخصي تقود إلى تزييف الوعي التاريخي والاستغراق في تعظيم التاريخ العرقي المصطفى على حساب الأمانة العلمية والمصداقية الفكرية.

## بيئة التطور والنمو
ان هذه النزعة للتمركز حول الهوية تنمو في المجتمعات المغلقة معرفياً والفاقدة لعناصر التعددية في النظام الايديولوجي للسلطة السياسية والمؤسسة ضمن اطر اقتصادية- اجتماعية متخلفة تقنياً. حيث ان خطاب الهوية كمفهوم تأسيسي يمكن ان يشكل عنصر تشريحي لقراء التكوينات الأساسية للنظام الثقافي لمجتمع معين ولا يمكن فهم ابعاد هذا المفهوم بدون الاطلاع على تركيبة المجتمع والدلالات اللغوية الحافة به أي شبكة العلاقات الدلالية والتي تعمل داخل النظام الثقافي هذه الهوية لها اصولها الثقافية ومرجعياتها التاريخية والمؤسساتية (التقاليد. العادات الاجتماعية. المنظومات السيميائية. القيم الفلكورية).

## أنواع التمركزية
يقترح أن هناك أشكال مختلفة من التمركزية، من بينها:
- التمركزية الدينية: بعض الطوائف المذهبية تعتقد أنها متفوقة على الآخرين، بمعنى أنها هي الحقيقة الوحيدة، وبقية المعتقدات والممارسات كلها وثنية. (شعب الله المختار، الفئة الناجية...)
- التمركزية اللغوية: يعتقد أن اللغة الشخصية هي الأكثر تعقيدا ومناسبة للتفكير عكس لغات الشعوب الأخرى الهمجية التي تفتقر إلى المرونة في التعبير.
- التمركزية العرقية: رأي مفاده أن ثقافة المجموعة أو العرق لديها تركيبة جينية تجعلها متفوقة أو الأفضل لمواكبة العصر. (النازيون والآرية...)
- التمركزية العكسية: يعتقد البعض أن ثقافتهم هي أقل شأنا وتطورا وتشكل عقبة في طريق الازدهار والتنمية الشخصية. (مستعمرات فرنسا...)

### التمركزية الغربية
يصر الغرب على اعتبار اليونان نقطة البدء الحداثي تأسيساً واستمراراً لنزعة التفوق الأوروبي وقد ذهب البعض إلى اعتبار اليونان اختراعاً أوروبياً فلقد «تم اختراع اليونان المعجزة وفق نموذج التأصيل الغربي الساعي إلى تجسيد وهم تمركزية ذاته المتعالية وتمت عملية إعادة كتابة التاريخ الغربي باعتباره نتاج مميزات الرجل الأبيض كما أعيدت كتابة تاريخ اليونان بوصفها الأصل المعرفي والثقافي والحضاري لهذا الرجل عبر عملية تملك ومصادرة لتراث الحضارة اليونانية أفضت إلى إزالة كل ما يتصل بجذورها وامتداداتها المتوسطية أو المشرقية ومدت الروابط والجسور القائمة على أوهام التمركزية الأوروبية الميتافيزيقية فوق الفواصل التاريخية والجغرافية والذهنية بين الحضارات الإغريقية القديمة وحضارات الحداثة الأوروبية بغية التأكيد المزعوم على وحدة الحضارة الغربية انطلاقاً من ميتافيزيقيا مبدأ الوحدة والاستمرارية وأسطورة فكرة التقدم المطرد. لقد رسم الغرب الحديث صورة ميتافيزيقية للإغريق متخيلة وغير واقعية تظهرهم شعباً عملاقاً ومتفرداً في كل شيء: فهم أول الفلاسفة وأول من فكر في العقل وسكن الكينونة».
يقول إيريك وولف في كتابه أوروبا، ومن لا تاريخ لهم:
كان لنزعة الاستعلاء العرقي لدى الكتّاب الأميركيين أثر عميق على رؤيتهم للشعوب المسلمة التي احتكوا بها. فقد نالت جميع أعراق المغرب العربي –من عرب وأتراك وزنوج- حظها من التحيز العنصري في هذه الكتابات. فقد وصف كوتون ماثر سلطان المغرب بأنه «شيطان أفريقي» وعبر عن تقززه من وجود عبيد بيض في شمال إفريقيا يسوسهم سيد عربي-إفريقي، إذ العبودية في عرفه خاصة بالأفارقة السود. ونفس الصورة الشيطانية استخدمها المستعبَد الأميركي السابق جون فوس في وصفه لسكان الجزائر من الأتراك حيث كتب «إن طريقة لبسهم ولُحاهم الطويلة تجعلهم أقرب إلى الشياطين منهم إلى البشر». وفي المسرحية المعنونة «عبيد في الجزائر» وصف أحد أبطال المسرحية الأوربيين الأتراكَ بأنهم «أشرار، أنذال، أخِساء، أوغاد». أما المستعبَدة أليزا برادلي (وهي شخصية خيالية إذ لم يكن بين العبيد الأميركيين نساء) فقد اشتكتْ من «السحنة الوحشية في الوجوه العربية».
السفير والشاعر الأمريكي جوول بارلو يصف شمال أفريقيا في رسائله لزوجته:

### الداروينية الاجتماعية
طور مفكري الداروينية الإجتماعية في أوروبا موقفاً لا أخلاقياً تجاه المجتمع الإنساني، كان من شأنه اتخاذ خيرية العرق الأوروبي الأبيض على غيره من الأجناس البشرية كمعيار أوحد للسياسة العامة والطهارة العرقية، ترى الدارونية أن الأخلاق غير ثابتة في حين أن التطور هو الثابت قدمت للكثيرين فرصة العمل على تغيير المبادئ الأخلاقية بحجة نسبية الأخلاق وأنها نتاج عرضي للتطور المادي وتغيرت النظرة لقضية حرمة الحياة عموماً والحياة البشرية. فحصل النازيون على التبرير العلمي للسياسات التي نفذوها عند وصولهم إلى السلطة، نجم عن هذا الفكر ممارسات وحشية وقهرية وظالمة ضد أولئك المعتبرين من عرق أدنى وراثياً، كالإبادة والتصفية العرقية والتجارب على البشر وتحسين النسل. كما برر هذا الفكر للغربيين استعمارهم وسيطرتهم على شعوب العالم بمختلف الوسائل سواءً عسكريٌّا أو ثقافيٌّا، أو فنيٌّا، أو اجتماعيٌّا، دون الحاجة إلى وجود مبررات مقنعة بدعوى أن هذه الشعوب متخلفة وأهلها في أسفل السلسلة البشرية.

### التمركزية المسيحية
استعاضت المسيحية في العصور الوسطى معيار الفصل التقابلي في ثنائية: إغريق / برابرة بمعيار فصل ميتافيزيقي آخر يقوم على ثنائية: مؤمنون/ كافرون، وهو فصل يعتمد على معيار الإيمان بالمسيحية دون سواها من الأديان، ويتماشى مع الطبيعة التبشيرية للمسيحية، التي شنت الحروب الصليبية على خلفية الصور الميتافيزيقية التي بنتها متخيلات التمركز اللاهوتي وتعاليمه الكنسيّة. ومع النهضة الأوروبية دُعم التمركز العرقي، وبرز إلى الواجهة معيار» التقدم«أو» المدنية«لفصل جديد بين الشعوب، حيث بدا الغربي صورة للتفوق والصفاء والقوة. ثم بدأت، في العصر الحديث، حركة الأوربة التي تجلت بإخضاع مجتمعات وشعوب العالم للنموذج الأوروبي، عبر مختلف أشكال الانتداب والاستعمار والسيطرة، ورأت القوى المسيطرة في الغرب الحديث ضرورة إخضاع الشعوب للنموذج الغربي بوصفه النموذج الأمثل والأصلح لمختلف الشعوب، واحتل الغربي (الرجل الأبيض) فيه القطب الأول في ثنائية: المتقدم/ المتخلف التي شكلت جوهر التفكير الميتافيزيقي الفلسفي الغربي الحديث.

تعد الديانة المسيحية في نظر الفيلسيوف هيغل الديانة المطلقة بامتياز: 
وينطلق هيجل في قوله بأفضلية الديانة المسيحية على غيرها من الديانات على أساس فلسفي يستمد نسقه من نظام الجدل في فلسفته، فهو يرى أن لنشأة الروح الواعي بذاته من حيث هو روح أصلا مزدوج، فهناك من جهة اغتراب الجوهر عن ذاته، وهناك من جهة أخرى حركة عكسية وهي اغتراب الذات عن نفسها وتساميها إلى مستوى الماهية". والقول بان المسيحية تتضمن الحقيقة المطلقة يعني كذلك بالضرورة أنها دين الوحي أو الكشف، فهو الدين الذي يكتشف فيه الإله عن نفسه تماما على ما هو عليه أي بوصفه روحيا عينيا بحيث تظهر الآن طبيعيته الكاملة."
أسهم هيغل أكثر مما فعل أي فيلسوف غربي حديث في تعميق صورة التمركز الغربي، القائم على أساس التفاوت بين الغرب الأسمى والأرفع عقليا وثقافيا ودينيا وعرقيا، والعالم الآخر الأدنى والأحط في كل ذلك، فصاغ بذلك غربا يتربع على هرم البشرية، ويدفع باتجاه تثبيتها في وضع يمكنه أن يظل في القمة، إلى أن يحدث تغيير في العمران البشري بمنطق الدورة الخلدونية.

### التمركزية الإسلامية والعربية
﴿يَا أَيُّهَا النَّاسُ إِنَّا خَلَقْنَاكُمْ مِنْ ذَكَرٍ وَأُنْثَى وَجَعَلْنَاكُمْ شُعُوبًا وَقَبَائِلَ لِتَعَارَفُوا إِنَّ أَكْرَمَكُمْ عِنْدَ اللَّهِ أَتْقَاكُمْ إِنَّ اللَّهَ عَلِيمٌ خَبِيرٌ ۝١٣﴾ [الحجرات:13]
﴿وَمِنْ آيَاتِهِ خَلْقُ السَّمَاوَاتِ وَالْأَرْضِ وَاخْتِلَافُ أَلْسِنَتِكُمْ وَأَلْوَانِكُمْ إِنَّ فِي ذَلِكَ لَآيَاتٍ لِلْعَالِمِينَ ۝٢٢﴾ [الروم:22]
| استعراقية | إِنَّ رَبَّكُمْ وَاحِدٌ ، وَأَبَاكُمْ وَاحِدٌ ، وَنَبِيُّكُمْ وَاحِدٌ ، لا فَضْلَ لِعَرَبِيٍّ عَلَى أَعْجَمِيٍّ ، وَلا لِعَجَمِيٍّ عَلَى عَرَبِيٍّ ، وَلا لأَحْمَرَ عَلَى أَسْوَدَ ، وَلا لأَسْوَدَ عَلَى أَحْمَرَ ، إِلا بِالتَّقْوَى. محمد بن عبد الله | استعراقية |

التمركزية الإسلامية، ممثلة بدار الإسلام، ونظامها القيمي المعياري، هي الموجه الأكثر فعالية في صوغ ملامح الصورة النمطية للآخر، وهي في عمومها صور رغبوية تستقي مكوناتها من رغبة في تفخيم الأنا بمختلف أبعادها. وعليه يجب أن نستقصي تفاعلاتها المعاصرة، إذ أنه مع العصر الحديث لم تفلح المجتمعات الإسلامية في التخلص من مؤثرات الماضي، بل أن الحداثة والعولمة بذرت خلافاً جديداً تمثله مفاهيم التمركز والتفوق ومحاولة سيطرة نموذج ثقافي على حساب آخر، فصارت تنبعث اليوم المفاهيم التناقضية - السجالية بصورة إشكاليات الهوية والخصوصية والأصالة. فيما تعيش المجتمعات الإسلامية زمنين متناقضين في القيم والثقافة، حيث لم تستطع شعوبها أن تنجز فهماً تاريخياً متدرجاً ومطوراً للقيم النصية الدينية، بمعنى أنها لم تتمكن من إعادة إنتاج ماضيها بما يوافق حاضرها، ولم تتكيف مع سؤال الحداثة، فطرحت قضية الهوية، كقضية إشكالية متعددة الأوجه. وبالتالي فإن طرح صورة الآخر في المخيال الإسلامي، خلال القرون الوسطى، يعدّ قضية تتصل بالحاضر بدرجة لا تقل أهمية عن اتصالها بالماضي.
لقد ارتبط مفهوم دار الإسلام حسب التقسيم الإسلامي للعالم بالمجتمعات والأقاليم التي رضخت للسيادة الإسلامية، فيما ارتبط مفهوم دار الحرب بكل ما يقع خارج ذلك. وقد نُظر إلى الشعوب الأخرى القاطنة خارج دار الإسلام بوصفها شعوباً ضالة، ينبغي أن تمتثل للشريعة الإسلامية (باستثناء دار الصلح)، لذلك فهي في حالة حرب معلنة أو مضمرة مع دار الإسلام، وعليه قامت النظرة للآخر على أسس دينية وقيمية، وهذا ما يسم التفكير والمفاهيم في العالم القديم بمجمله، حيث تفرض المفاهيم صوراً إكراهية للآخر، توجهها منظومات قيمية مختلفة، بوصف الآخر هو المختلف قيمياً.[بحاجة لمصدر]
ويستمد هذا التصور في أذهان المسلمين حمولاته من التمركزية الدينية، باعتبارها البؤرة التي تنبثق منها قيم الحق المستمدة من الله. وما دام الحق ينبثق من دار الإسلام فهي المركز بكل المعاني الدينية والثقافية والجغرافية والأخلاقية، ووجدت هذه التمركزية الإسلامية تعبيراتها في التواريخ والآداب والفلسفات. وكانت الجغرافيا الوسيلة الأكثر فاعلية في تحديد أطرها الرمزية، حيث انطلق الجغرافيون من التسليم بها كحقيقة، حيث جعلوها موجهاً لتصوراتهم وفرضياتهم، وهذا ما ذهب إليه ابن حوقل حين جعل ديار العرب قلب الكرة الأرضية، كونها تضم الكعبة ومكة أم القرى، فيما جعل ممالك الكفار ضيقة وليس فيها أية قيمة مميزة، وكذلك فعل ابن خرداذبه وأبو الفداء. [بحاجة لمصدر]
ومع العصر العباسي نشأت مركزية العراق، حيث نظر إليه كأفضل الأقاليم، واعتبرت بغداد المركز الذي يستقطب الجميع، فالمسعودي قدم في كتبه براهين على هذه التمركزية، فوضع العراق في وسط الأقاليم السبعة التي اقترحها. وفي سياق هذه التمركزية تشكلت الصور الإكراهية للآخر، ولعبت فكرة العلاقة بين الأقاليم والطبائع التي ورثها المسلمون عن اليونان دوراً في الحكم القيمي بحق الآخر، من هنا يجيء تقسيم المسعودي للأجناس البشرية: بين شرقي مذكر، وغربي مؤنث، وشمالي غبي، وجنوبي متوحش. هذا التنميط حسب الأقاليم يقوم على تقسيم جنسي وأخلاقي وعقلي وشكلي، يهدف إلى ربط الأجناس بسمات وطبائع ثابتة، تحمل سمات دونية للآخر المختلف. ويمكن العثور على صورة أهل الشمال عند الحدود التي رسمها الرحالة من أمثال: الطرطوشي، وابن فضلان، وسلام الترجمان، وابن بطوطة، وأبي حامد الغرناطي، وأبي دلف الخزرجي، حيث ارتسم الشمال في أذهان القدماء باعتباره» بلاد الظلام«بناء على حكم اختزالي، وتكونت صورته بشكل متدرج، وهي تعنى بالجوانب البشرية أكثر من غيرها.
تناول أبو حيان التوحيدي خصائص الفرس والروم وغيرهما من الأمم في كتاب الإمتاع والمؤانسة، ومما قاله أبو حيان بهذا الصدد (بشكل مختصر):
| استعراقية | «ان الفرس تقتدي ولا تبتكر، والروم لا يحسنون إلا البناء والهندسة، والصين أصحاب صنعة لا فكر لها ولا روية، والترك سباع للهراش، والهند أصحاب وهم وشعوذة، والزنج بهائم هاملة. أما العرب فقد علّمتهم العزلة التفكير، وساعدتهم بيئتهم على دقة الملاحظة، وهم ذوو قيم خلقية عليا». | استعراقية |

ثم قال أبو حيان بعد ذلك:
| استعراقية | فللفرس السياسة والآداب والحدود والرسوم ؛ وللروم الحكمة ؛ وللهند الفكر والرؤية والخفة والسحر والأناة ؛ وللترك الشجاعة والإقدام ؛ وللزنج الصبر والكد والفرح ؛ وللعرب النجدة والقرى والوفاء والبلاء والجود والذمام والخطابة والبيان. ثم إن هذه الفضائل المذكورة، في هذه الأمم المشهورة، ليست لكل واحد من أفرادها، بل هي الشائعة بينها ؛ ثم في جملتها من هو عارٍ من جميعها، وموسوم بأضدادها، يعني أنه لا تخلو الفرس من جاهل بالسياسة، خالٍ من الأدب، داخلٍ في الرعاع والهمج ؛ وكذلك العرب لا تخلو من جبانٍ جاهلٍ طياش بخيلٍ عيي وكذلك الهند والروم وغيرهم... | استعراقية |

مع بداية العصر الحديث راح مصطلح «العالم الإسلامي» يحل بالتدريج محل «دار الإسلام» فتسبب هذا في نشأة وضع إشكالي، يمثله التفكير في البحث عن المصطلح الذي يمكن إطلاقه على «العوالم الأخرى»، فما دام هذا العالم قد غُطي بغطاء ديني، فما الذي يمنع من خلع أغطية مماثلة على العوالم الأخرى التي تشترك بالعقائد، والثقافات، واللغات؟. العالم كمجال ثقافي سيبقى مضماراً للمنازعة والمدافعة، وقد تأخذ أشكالاً عنيفة، وتنتظم في أهداف فكرية، لكنها تستعين بالمكون الثقافي - العقائدي كمنشط في صراعها مع الآخر، ما زلنا بعيدين عن تصور حقيقي أرسى وظيفة فاعلة في دمج التكوينات الثقافية داخل أطر تفاعلية، تستبدل بالمساجلات الحوار.

## وصلات خارجية
- أيديولوجية التمركز العرقي فرج بوالعَـشّة.